# Daniele Mei
Daniele Mei, noto anche con lo pseudonimo di DJ Meo (Bologna, 3 aprile 1960), è un disc jockey, musicista e produttore discografico italiano.
Insieme ad un gruppo di dj ha creato in Italia il genere "Musica afro".

## Biografia
Meo inizia la carriera di dj nel 1976, non in discoteca, ma in una delle prime radio libere italiane: "Radio Etere". In poco tempo, grazie alla sua conoscenza musicale e ai programmi che inventa o che conduce, diventa conosciuto in tutta Italia (allora una radio copriva il territorio nazionale con solo un ripetitore).
La carriera come dj in discoteca inizia nel 1977, prima a Bologna al club "Le True" poi vicino a Ferrara nella discoteca Arlecchino. A 15 per la prima volta va alla Baia degli Angeli dove regnano due grandi dj americani: il duo "Bob & Tom". In quegli anni Meo conosce altri dj abili nel mix: Miki, Daniele Baldelli, Mozart, Rubens e l'Ebreo. Nel 1978 lavora al Pap di Baricella, nel bolognese. In questo locale non di punta avviene la svolta nella carriera di Meo: infatti alla fine del 1978 Meo, insieme a Bibi Ballandi e Michele Torpedine, il primo proprietario, il secondo direttore della discoteca Pap, decidono di trasformare il locale in qualcosa di veramente nuovo e innovativo, e nasce il Chicago. In tutte le città appaiono striscioni con la pubblicità: "Chicago, dj l'Ebreo - dj Spranga - dj Meo" La discoteca in poco tempo diventa un culto e viene frequentata da gente che arriva da tutta Italia.
Meo non resta molto tempo al Chicago e diventa spalla di Rubens in una discoteca sul Lago di Garda chiamata Les Cigales, che è diretta concorrente di un altro locale culto, il Cosmic (che durerà solo dal 1979 al 1984) i cui dj sono Daniele Baldelli e T.B.C. In quegli anni (1980/81) nella riviera Riminese apre una nuova discoteca che la storia consacrerà come la più famosa discoteca afro d'Italia: il Melody Mecca. Nel 1982 Meo ritrova il suo "maestro" Bob e lo sostituisce in una discoteca dal nome Bobbery a Gradara (Ps). Nel 1983 Meo fa il suo primo ingresso alla Mecca.
Nel 1985 incide il suo primo disco: "Fine Corsa"; il disco si rivelerà un successo e in quegli anni scalerà le classifiche italiane ed internazionali. In quel periodo lavora alla Mecca saltuariamente, alternandola ai vari Afroraduni in tutta Italia.
Nel 1987 lascia la Mecca e la musica Afro ,lavora al Pacha di Riccione dove la musica nascente è  l'house, Nel 1989 ritorna alla Mecca e vi resta per ben dieci anni, fino a settembre del 1999. Il 18 settembre 1999 Meo insieme a dj EBREO, dj PERY e dj Fabrizio Fattori inizia l'avventura del Jamaè prima poi del Mamamia: Alla professione di dj, Meo, ha sempre alternato quella di musicista producendo moltissimi dischi come MEO - GLOBAL VILLAGE - MEIDA GABEN
Da Febbraio 2006 a Dicembre 2011 è stato ospite fisso insieme a dj Fabrizio Fattori nella trasmissione radiofonica World Music FM condotta da Viola Venturini (in precedenza già condotta da Francesca Paris Elisa Semprini e Araiz Melendez Elisa Cenni) in onda su Radio Icaro di Rimini, programma ideato da Fabrizio Inti dedicato principalmente ai nuovi suoni e ritmi della musica afro fino all'attuale World Musica.
Collabora con il musicista Iro Pagano

## Discografia
- Fine corsa - Base record EP (1985)
- Sesta traccia -  American record LP (1986)
- Cikuana/Alturas - American record mix (1987)
- "Global Village vol 1" - Tribal Italia EP (1994)
- "Global Village vol 2" - Tribal italia EP (1996)
- "Garden House Se Ti Dai remix Meo & Global Village"- Tribal Italia EP CD (1996)
- "Global Village vol 3 Night in riviera" - Tribal Italia EP (1997)
- "Global Village Mistic melody" - Tribal Italia EP (1998)
- "Global Village vol 4 Njoroge" - Tribal Italia EP (1999)
- "Etno Tales" - Tribal Italia EP (2000)
- "Yelaver" - Tribal Italia EP (2000)
- "Batu' 2001" - Tribal Italia EP (2001)
- "O.G.M" con dj Fary - Tribal Italia EP (2002)
- "Indian Sunset" - Tribal Italia EP (2002)
- "Bela Rumena" con Fabrizio Fattori - Tribal Italia EP (2003)
- "Crazy Ragga" con Fabrizio Fattori - Tribal Italia EP (2003)
- "Saturday Afternoon" - A.I.W rec CD (2004)
- "Ganhay" con Zio M.Tozzi - Tribal italia EP (2005)
- "AAVV Adriatic System Radio Q" CD (2006)
- "AAVV New Aprho 4 new generation La danza del calamaro" CD (2006)
- "AAVV New Aprho 4 new generation vol.3 Varisco Street Dance" CD (2007)
- "Global Village Raca Negra" - Paprika Records mix (2007)
- "AAVV New Aprho 4 new generation vol 4 GRAND PIANO (For JOE)" CD (2007)
- "DARNOV" - Pachamama records LP-CD (2008)
- "AAVV Musica Nuova Emozioni Nuove Vol.1 RADIO CUMBIA" CD (2008)
- "AAVV EthniConvention Vol.1 DARK YOGURT" CD (2008)
- "AAVV New Aprho 4 new generation vol.5 PALINDROMI" CD (2008)
- "Global Village feat Ana Lucia Do Santos Raca Negra rmx " - Paprika Records mix (2009)
- "INFLUENCES" Feat. Iro Pagano - Pieronero rec LP-CD (2010)
- "AAVV EthniConvention Vol.3 BANGAMUFF" -Pieronero rec CD (2010)
- "AAVV Afro Christmas 2010 MISTER FORKETTA" -Tribal Italia CD (2010)
- "AAVV italianAfro DJs United TOPINAMBUR Feat. Luca Effe" - DOS rec CD (2011)
- "AAVV EthniConvention Vol.4 FCT Meo & Kayo" - Pieronero rec CD (2011)
- " AFRO BEAT"- Funny rec CD (2011)
- " RAGGA MONTEFELTRO Duo Bucolico Feat Meo Ghigo Mauro Naccarato" Diamond rec CD (2011)
- "AAVV Afro Djs 4 Love Vol 2 RESPECT" Tribal Italia CD (2012)
- "BAMBADENG" Feat. Iro Pagano " Tribal Italia CD (2012)
- "SEMPRE VERAO"  RMX OrdemProgressSound Meo Art & Trade CD (2012)
- ”Fine Corsa “ ristampa Knekelhuis EP Olanda (2018)
- " Cikuana / Alturas / Fiesta  Ristampa
- Dualismo Sound EP Italy (2019)
- “Various Magic Carpet ( Contemporary Music 1982-1994 Harmonie Hexotic HE002 LP X 2 Vinile Germania 2019  “ Meo Alturas “[1]
- ” Tribal Italia Breaks “ Meo & Steve Global village Funk
- ” Meo & Steve Aries “  Dualismo sound 2023
- ” Balearic Mike And Kevin Andrews “ “ Down To The Sea and Black “ volume tres  “ Meo Cikuana “ 2024
- "AAVV Melodj Mecca Volume 2 Italy (2023) Selected By DJ Meo double Vinyl "Use Vinyl Records"